# Rómulo Gallegos (Cojedes)
Pour les articles homonymes, voir Gallegos.
Rómulo Gallegos est l'une des neuf municipalités de l'État de Cojedes au Venezuela. Son chef-lieu est Las Vegas. En 2011, la population s'élève à 18 297 habitants.

## Géographie

### Subdivisions
La municipalité est constituée d'une seule paroisse civile avec, à sa tête, sa capitale (entre parenthèses) :
- Rómulo Gallegos (Las Vegas).